# 啄木鸟亚科
啄木鸟亚科（学名：Picinae）是啄木鸟科的一个亚科，分布于除大洋洲和马达加斯加以外的世界各地。

## 属
国际鸟盟认为该亚科共有33属和204种。

## 外部连接
- Woodpecker videos on the Internet Bird Collection
- Anatomy and Evolution of the Woodpecker's Tongue （页面存档备份，存于）